# Футсал клуб Теслић
Футсал клуб Теслић је клуб малог фудбала из Теслића.
Основан је 2012. године у спортској хали Радолинка, а након њега и КМФ Младост - и успешно су наступали у Другој лиги Републике Српске.
Средином прошле деценије, због финансијских проблема и лошег односа  према спорту, долази до гашења КМФ Младост, док футсал клуб Теслић након четири такмичарске сезоне напушта лигу и постаје рекреативни клуб.

## Повратак у лигу
Група момака, фудбалера и футсалиста, пријатеља, на челу са Жељком Марковићем, оснивачем овог клуба, 2020. године у Спортској дворани Радолинка вратила је такмичарски футсал у Теслићу на мапу Републике Српске. 
У другом колу Друге лиге Центар КМФ Теслић је у реваншу савладао КМФ Љубић из Прњавора са 4:1.  Стрелци за домаћи тим били су играчи који су мало пре тога завршили јесењи део сезоне у својим фудбалским клубовима: Желимир Николић (ФК Слога Добој), Немања Ђукарић (ФК Борац), Владан Савић ( ФК Пролетер Теслић) и Данијел Поповић (ОФК Придјел). Једини стрелац код гостију био је Душко Субић.

## Најбољи футсалери
- Северин Живковић[2]
- Срђан Остојић